# Evan Wolfson
Evan Wolfson (New York, 4 februari 1957) is een prominent Amerikaans burgerrechtenadvocaat.
Wolfson is oprichter en directeur van Freedom to Marry, een nationale non-profitorganisatie voor gelijke rechten van huwelijken tussen hetero- en homoseksuelen. Hij schreef het boek Why Marriage Matters: America, Equality, and Gay People's Right to Marry, dat het tijdschrift Time Out omschreef als: "misschien het belangrijkste boek over het homohuwelijk dat ooit geschreven is". Wolfson stond op de lijst van Times honderd invloedrijkste mensen in de wereld. Hij heeft gedoceerd aan Columbia Law School. Hij woont in New York.
- International Standard Name Identifier: 0000 0000 4336 6417
- Library of Congress Control Number: no95054554
- Nationale Bibliotheek van Israël: 987007423859705171
- Système universitaire de documentation: 232646775
- Virtual International Authority File: 29119726
- WorldCat: E39PBJmphd6hqKm974khbxhGpP